# Kamel Hamadi
Kamel Hamadi cuyo verdadero nombre era Larbi Zeggane, nacido el 22 de diciembre de 1936 a Aït Daoud 
(valiato de Tizi Uzu), es un cantautor cabileño, pero igualmente letrista en árabe argelino. Es conocido sobre todo por su colaboración con numerosos cantantes argelinos y magrebíes, que pertenecen a diferentes generaciones, compuesto de  grandes nombres tales  como Djamel Allam, Lounis Aït Menguellet, Khaled, Cheb Mami, El Anka. Durante su carrera, habrá firmado en total unos  2000 títulos.  Es el esposo de la cantante Noura.

## Biografía
Procedente de una familia conservadora, Kamel Hamadi sigue una educación regular hasta la obtención  de su certificado de estudios primarios en 1950, pero tiene que dedicarse al mismo oficio que su padre, Saïd Zeggane, que es sastre. Por ello estuvo durante tres años como aprendiz desde los 14 años, en casa de su tío entonces en Sig y Bouguirat, cerca de Orán. En 1953, se instala en Argel,  con  otro tío, para ser sastre, y es allí donde tendrá ocasión de dar a conocer su  talento para la  escritura por primera vez . Efectivamente, siendo presentado al cantante Arab Ouzellag, éste lo anima a continuar en esta vía, pero es gracias a Saïd Rezoug que la radio le  abre sus puertas un año más tarde. Presentará con el la emisión Lesrar n ddunit (los Secretos de la vida) dedicada a la búsqueda  de jóvenes talentos. Es durante un número de esta emisión cuando se encuentra  en 1957 con Maohamed Hadj Elanka, que le pide que escriba una canción que hable de la relación padre-hijo, después de haberlo escuchado recitando uno de sus poemas ; él escribe entonces A mmi εzizen (Querido  hijo) , título que será cantado más tarde por el maestro del chaabi.

## Carrera
Después de algunas otras canciones y de pequeños sketchs que lo dieron a conocer un poco más, el joven Larbi decide consagrarse al mundo de la canción y de la escena, pero lo hará primero discretamente, lo que le lleva a  escoger su nombre artístico a partir de dos nombres de estrellas egipcias de la época de las que era fan : Imad Hamadi y Kamel Chenaoui, y así es como el autor-compositor Kamel Hamadi se lanza a una carrera que irá siempre hacia arriba.
Hacia 1958, habiendo tenido sus primeros éxitos en la radio, Kamel Hamadi llega a la casa Tepaz, donde lanzó sus primeras canciones a la edad de 21 años, entre las cuales : yid-m yid-m (Solo contigo), que tendrá un gran éxito.
El 25 de febrero de 1960, se casa con la cantante Noura, para la que compondrá una gran parte de su repertorio,   sea en árabe o en cabilio. Noura  se había dado ya a conocer con títulos tales que Ya mi goulili de Mahboub Bati, las primeras composiciones que su marido firma Ya welfi âlech del djfa y Ya ouled el houma (Niños del barrio). Cantarán igualmente a dúo, en cabilio,  títulos que se han mantenido muy  populares como ruḥ Rebbi ad isahel (Véte en paz !), Anwa i s-yennan (Quién hubiera dicho).
De regreso en Argelia, durante los años 60 y 70, vuelve a la radio argelina Canal II en  lengua cabilia, y acompaña a varios jóvenes cantantes cabileños de la época en sus éxitos,  componiéndoles   canciones en estilos diferentes, entre los que destacan  Aït Menguellet, Atmani, Slimani, Salah Saadaoui, Mouloud Habib y Aït Meslayene. Lo  que continuará haciendo con otros cantantes de una nueva generación como Karima. En cabilio, ha colaborado igualmente con, Hnifa, Abdelkader Chaou, Boudjemaâ El Ankis, Djamel Allam, entre otros.

En lengua árabe, entre los cantantes para los cuales Kamel Hamadi ha escrito o compuesto, se pueden citar : Noura, Fadhéla Dziria, Khaled, Cheb Mami, El Houari, Djahida, Malika Medah, Zoulikha, Khadidja El Annabia, Dhikra Mohamed, Ismaïl Ahmed.

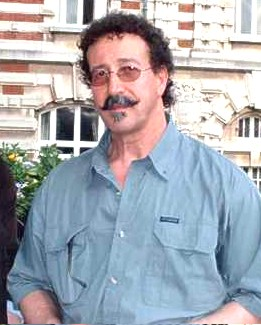
Lounis Aït Menguellet
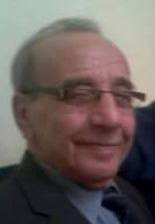
Boudjemaâ El Ankis
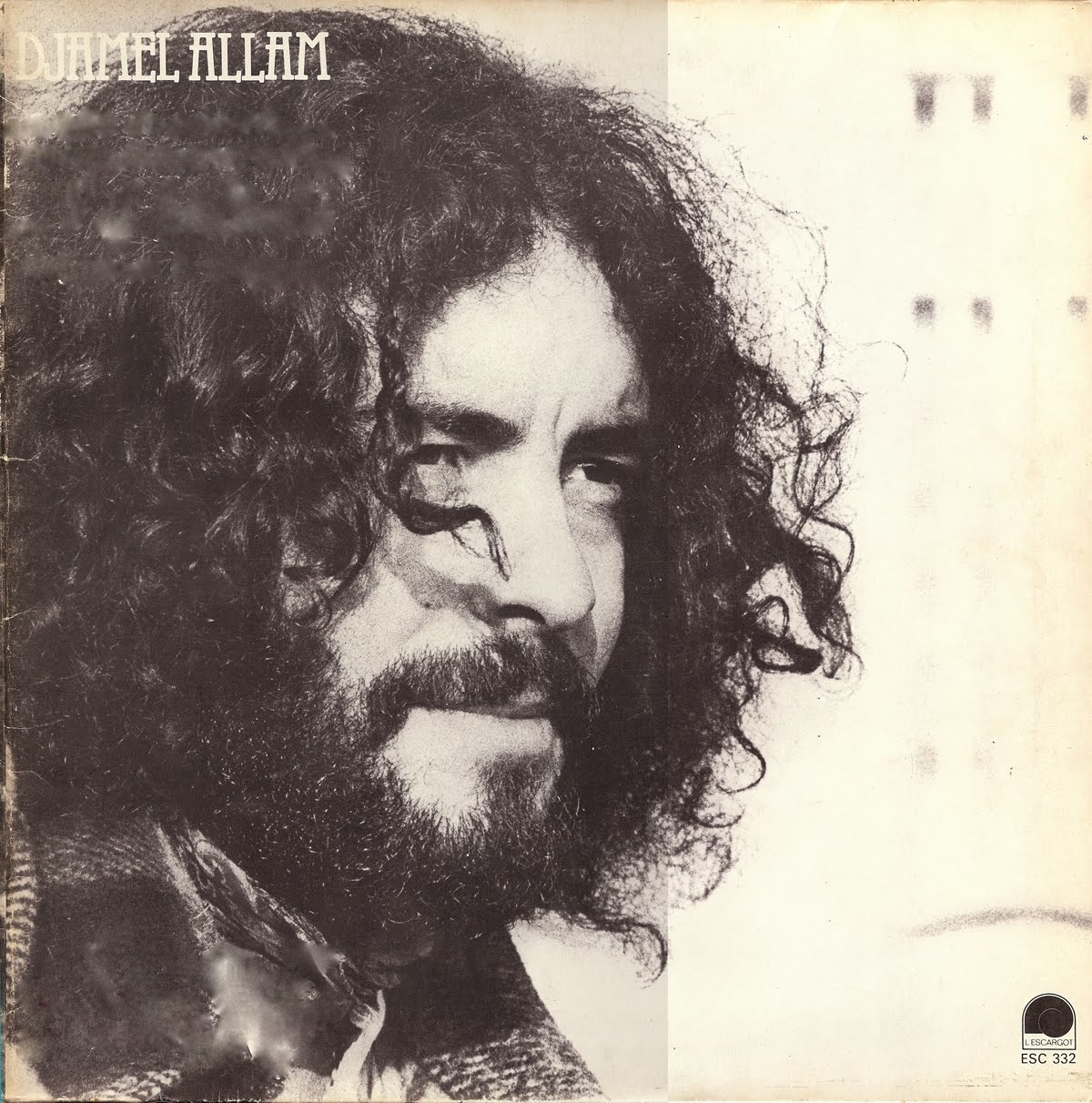
Djamel Allam
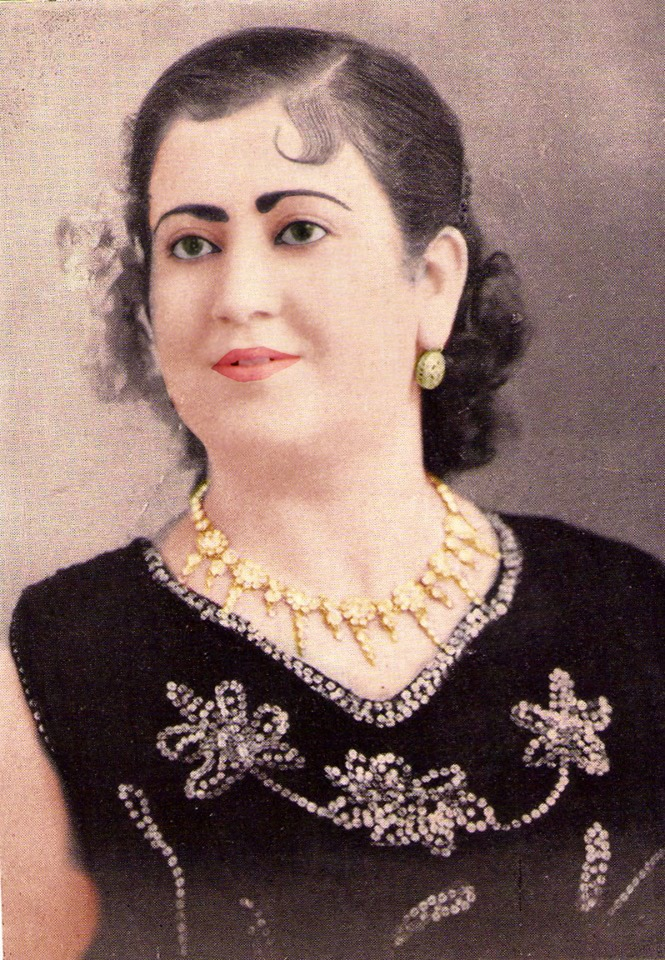
Fadhéla Dziria
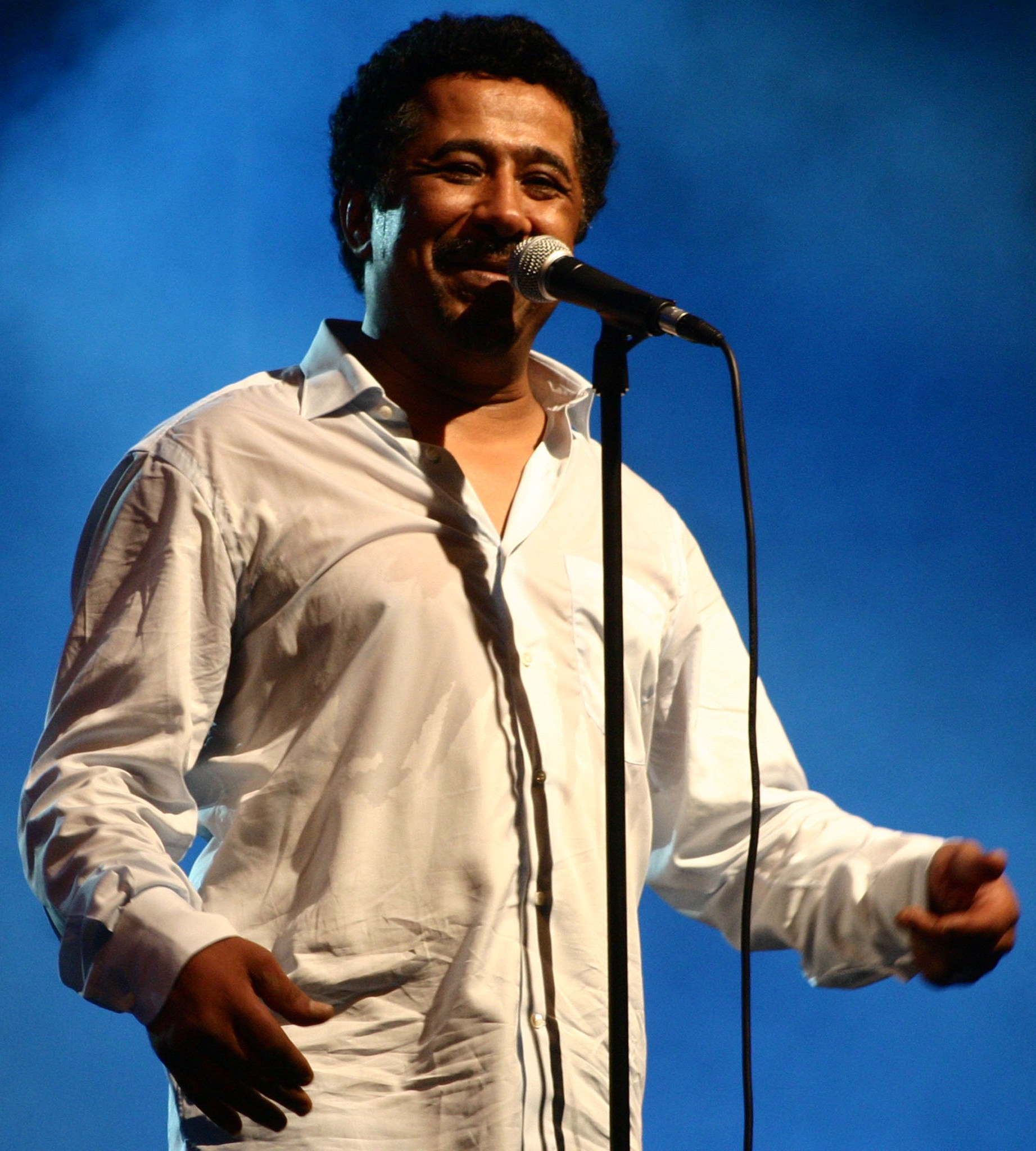
Khaled
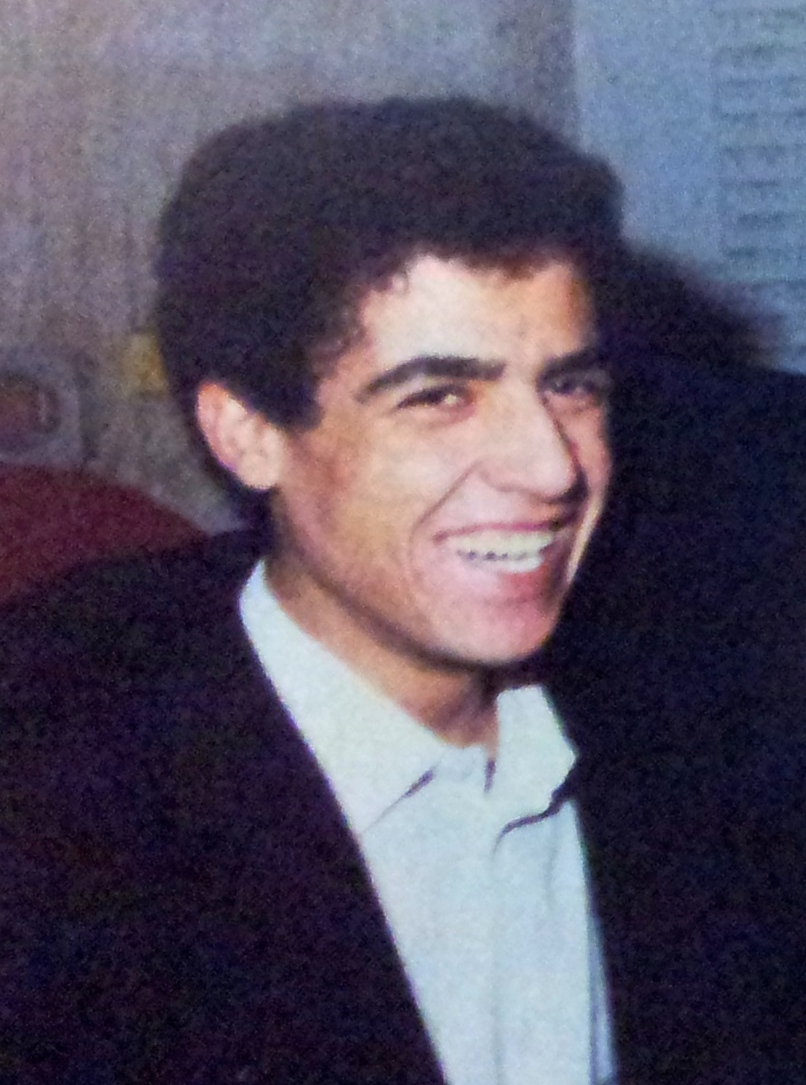
Cheb Mami

## Distinción
En julio de 2009, es condecorado en París con la Cruz de la Legión de Honor, medalla que le impone  el antiguo ministro francés de la Cultura Jacques Toubon, en reconocimiento de su gran aportación a la cultura como autor o compositor de 2000 obras.

## Discografía

### Como cantautor

#### Solista
- Mi ɣaben wid iẓewren
- Tidet
- Ḥku-yi-d tiene lεud-iw
- Γef lǧal-im
- A ṭṭbib dawi-yi
- Lfiraq
- Anwa ara seqsiɣ
- Lḥeqq n rrekba
- Yelli-s idurar
- Tukḥilt n tiṭ
- Tiɣaltin
- Tin ḥubbeɣ
- Tin ibeεden

#### En dúo con Noura
- D kemm ay ḥemmleɣ
- Anwa i s-yennan
- Ruḥ Rebbi ad isahel
- Tagmat
- Di sin
- Bezzaf i k-rǧiɣ

### Como autor compositor

#### Canciones escritas paraLounis Aït Menguellet
- Kkreɣ-d wwḍeɣ d ilemẓi
- Yelli-s n medden
- Snat tullas
- Gma-k
- S Iɣ lebyan
- Teḥǧeb
- Nekk d tin ḥubbeɣ (con Nouara)
- Iles n elεbad (con Anissa Mezaguer)
- Ayɣer i tḍeεfeḍ
- Ay ixef-iw
- Cekren-t medden
- Γas ḍebber felli
- Deg idurar-ihin
- Amuḍin